# Обсерваторія Верміліон-Рівер
Радіообсерваторія Верміліон-Рівер (англ. Vermilion River Observatory, VRO) — колишня науково-дослідна установа, яка діяла в Університеті Іллінойсу з 1959 по 1984 рік і містила 120-метровий лінійний параболічний радіотелескоп. Обсерваторія була одним із піонерів радіоастрономії.

## Параболічний радіотелескоп
Місце для обсерваторії обрали після того, як повітряні дослідження показали, що рельєф цього місця вимагатиме найменших зусиль для розкопки рову 180 м на 120 м в напрямку з півночі на південь, щоб встановити в цьому рові параболічний циліндр, який би фокусував радіохвилі на решітку приймача. Обране місце біля річки Верміліон лежало на відстані близько 72 км від університетського містечка. Роботи розпочали в 1959 році. Після того, як природній долині надали необхідної форми, його вкрили асфальтом і дротяною сіткою, утворивши рефлектор, який, обертаючись разом із Землею, щодоби проходився по всьому небу. У фокусі рефлектора, на висоті 47 м над поверхнею, на дерев'яних кріпленнях були розміщені приймачі. Масив був налаштований таким чином, щоб дозволити коригування фази для огляду неба вздовж смуги шириною 60 градусів. Прилад був придатний для проведення оглядових робіт на великих ділянках неба, але не міг використовуватися для дослідження окремих цілей.
Проєкт запустив Джордж Маквітті, директор астрономічної обсерваторії Університету Іллінойсу. Будівництвом телескопа керував професор електротехніки Джордж Свенсон. Професор Ло розробив антенну решітку, використовуючи концепцію логарифмічної конічної спіралі, розроблену професором Джоном Дайсоном. Елементи живлення та систему запису розробили інженер-дослідник Кванг-Шуй Ян і студент Кеннет Сейб з використанням комерційного радіоприймального обладнання. Масив оптимізували для дослідження на довжині хвилі 49 сантиметрів.
Масив склав карту значної частини неба північної півкулі, дозволивши скласти каталог астрономічних радіоджерел. Він ідентифікував понад 1000 дискретних радіоджерел за межами Чумацького Шляху, а також області радіовипромінювання іонізованого водню в межах Чумацького Шляху і два нових залишки наднових. Найвідомішим радіоджерелом, виявленим VRO, є активне ядро галактики VRO 42.22.01, прототип Лацертид.

## 120-футовий керований радіотелескоп
У 1967 році Свенсон запропонував масив із трьох керованих 37-метрових параболічних антен, за допомогою яких можна було б вивчати деталі окремих об'єктів. Три приймачі мали працювати як інтерферометр для досягнення високої кутової роздільної здатності. Новий телескоп мав працювати на довжинах хвиль 49 см і 18 см. З трьох антен лише одна була профінансована Національним науковим фондом і створена за концептуальним проєктом Ніла Стаффорда зі Стенфордського дослідницького інституту. Її збудували співробітники та студенти університету. Антена виявилася дуже ефективною як спектрометр. Починаючи з 1974 року, вона сполучалась з іншими радіотелескопами для виконання радіоінтерферометрії з наддовгою базою.

## 37 канал
Довжина хвилі 49 см (частота 610 МГц) приблизно збігається з телевізійним каналом 37. Коли було висловлено занепокоєння, що навіть віддалені передавачі можуть заважати астрономічним дослідженням в обсерваторії Верміліон-Рівер, Федеральна комісія зі зв'язку вирішила в 1963 році не виділяти канал 37 жодним передавачам у США.

## Закриття
Ерозія долини поступово деформувала лінійний відбивач, і до 1970 року він був виведений з експлуатації. Обсерваторія неодноразово потерпала від вандалізму. У 1981 році вандали настільки пошкодили рухому параболічну антену, що її роботу довелось припинити, а в 1984 році обсерваторію остаточно вивели з експлуатації. Територія колишньої обсерваторії використовується для екологічних досліджень і орних угідь Університетом Іллінойсу та державними установами Іллінойсу. Будівлі обсерваторії використовуються як лабораторії.